# أحمد فرس
أحمد فرس (7 ديسمبر 1946 – 16 يوليو 2025) هو لاعب كرة قدم مغربي، يُعتبر من أبرز نجوم المنتخب المغربي في سنوات عقد السبعينات من القرن العشرين، لعب لنادي واحد طوال مسيرته الكروية وهو شباب المحمدية، وطلبته عدة أندية أجنبية للعب في صفوفها كريال مدريد الإسباني وكوسموس الأمريكي لتعزيز صفوفها لكنه فضل البقاء في فريقه الأصلي ويملك عدة إنجازات مع المنتخب المغربي من بينها الظهور لأول مرة في كأس العالم سنة 1970، والفوز بالكأس الإفريقية سنة 1976 والحصول على الكرة الذهبية في نفس السنة، ويُعتبر هداف المنتخب المغربي على مر العصور بـ36 هدف.

## مسيرته الاحترافية
لعب فَرس مع شباب المحمدية بين عامي 1965 و1982، وفاز بلقب الدوري المغربي في عام 1981 وحصلَ على لقب هداف الدوري عامي 1969 و1973. واعتزل في 1982، بعد أن أمضى 17 عامًا مع النادي.

## مع المنتخب المغربي
كانت أول مشاركة له مع المنتخب المغربي في موسم 1965/1966 إذ استُدعِيَ لمرافقة منتخب الأمل إلى الجزائر لإجراء لقاء ودي معه، وبعد أسبوع أو أسبوعين لعب أول مباراة دولية مع الفريق الوطني الأول ضد سويسرا في مباراة ودية.

## الألقاب والإنجازات الشخصية
نادي شباب المحمدية
- الدوري المغربي: 1980
- كأس العرش: 1972، 1975
- كأس السوبر المغربي: 1975
- الكأس المغاربية للأندية الفائزة بالكؤوس: 1973

 المغرب
- كأس أمم أفريقيا: 1976
- دورة الألعاب العربية: 1976

### فردية
- الحصول على جائزة الكرة الذهبية الأفريقية سنة 1975 كأول لاعب مغربي يفوز بها.
- الهداف التاريخي للمنتخب المغربي على مر العصور بـ36 هدفًا.
- هداف البطولة المغربية سنوات 1969 و1973 برصيد 16 هدفًا في كل مرة.
- الهداف التاريخي للمنتخب المغربي في كؤوس أفريقيا برصيد 6 أهداف في 12 مباراة.
- هداف دوري القنيطرة بسوريا مع المنتخب المغربي بـرصيد 7 أهداف.
- هداف المنتخب المغربي في أولمبياد ميونخ 1972 برصيد 3 أهداف.
- جائزة أفضل لاعب في كأس أمم أفريقيا سنة 1976.
- المشاركة مع المنتخب المغربي في 14 مباراة ضمن تصفيات كأس العالم 1970 و1974 و1978 وتسجيل 6 أهداف.
- الاتحاد الدولي لتاريخ وإحصاءات كرة القدم تشكيلة الأحلام في تاريخ المنتخب المغربي[7]

## حالته الصحية
في 22 كانون الثاني/يناير 2025، تكفلت الجامعة الملكية المغربية لكرة القدم بكافة مصاريف علاج فرس، عقب زيارة أجراها رئيس الجامعة، فوزي لقجع إلى بيت اللاعب السابق لـ «أسود الأطلس» بالمحمدية للاطمئنان على حالته الصحية.
وأنهى فرس حصص العلاج الكيميائي، وسيبدأ المرحلة الثانية من علاجه بالمستشفى العسكري بالعاصمة الرباط تحت إشراف فريق من الأطباء.

## وفاته
ُتُوفي أحمد فرس يوم الأربعاء 16 يوليو 2025 بعد معاناة طويلة مع المرض، عن ثمانيةٍ وسبعين سنة.

## روابط خارجية
- أحمد فرس على موقع الاتحاد الدولي (مؤرشف)  (الإنجليزية)
- أحمد فرس على موقع قاعدة بيانات كرة القدم.إي يو (الإنجليزية)
- أحمد فرس على موقع ناشيونال فوتبول تيمز (الإنجليزية)
- أحمد فرس على موقع Soccerway.com (الإنجليزية)
- أحمد فرس على موقع اللجنة الأولمبية الدولية (الإنجليزية)
- أحمد فرس على موقع أوليمبيديا (الإنجليزية)